# Oscar a la millor direcció
L'Oscar a la millor direcció, generalment conegut com a Oscar al millor director, és un dels premis Oscar atorgat anualment per l'Acadèmia de les Arts i les Ciències Cinematogràfiques a Los Angeles, Califòrnia, que valora el treball dels directors de les pel·lícules. Les nominacions són realitzades per membres de la branca de direcció de l'Acadèmia mentre que els guanyadors són seleccionats per tota l'Acadèmia.

## Curiositats
En la primera edició dels premis realitzada el 1929 es dividí aquest premi en dues categoria: millor director de comèdia i millor director de drama, esdevenint guanyadors Lewis Milestone per Two Arabian Knights i Frank Borzage per Seventh Heaven respectivament. L'any següent, però, les dues categories foren fusionades en una única fins a l'actualitat.
Els primers anys estigueren marcats per la confusió, ja que un mateix director podia estar nominat per diverses pel·lícules, com per exemple Clarence Brown en la tercera edició per Anna Christie i Romance. En la segona edició Frank Lloyd va rebre una nominació per tres pel·lícules, Weary River, Drag i The Divine Lady, aconseguint el premi únicament per aquesta última. L'any 1931 es decidí modificar el sistema i tan sols es pot ser nominat per una única producció, sistema que es manté en l'actualitat. Des d'aquesta modificació únicament dos directors han aconseguit sengles nominacions en el mateix any: Michael Curtiz en l'edició de 1938 per Angels with Dirty Faces i Four Daughters, i Steven Soderbergh en l'edició del 2000 per Erin Brockovich i Traffic, aconseguint el premi per aquesta última.
En quatre ocasions s'ha nominat una parella de directors en aquesta categoria: en l'edició de 1961 Robert Wise i Jerome Robbins per West Side Story, en l'edició de 1978 Warren Beatty i Buck Henry per El cel pot esperar i en les edicions de 2007 i 2010 Ethan i Joel Coen per No Country for Old Men i True Grit. Resultaren vencedors Wise i Robbins per West Side Story i els germans Coen per No Country for Old Men.
En cinc ocasions les nominades a millor direcció han sigut dones: Lina Wertmüller per Pasqualino Settebellezze, Jane Campion per El piano, Sofia Coppola per Lost in Translation, Kathryn Bigelow per The Hurt Locker i Greta Gerwig per Lady Bird, només guanyant Bigelow en l'edició de 2009. Delbert Mann per Marty (1955), Robert Redford per Ordinary People (1980), James L. Brooks per Terms of Endearment (1983), Kevin Costner per Dances with Wolves (1990) i Sam Mendes per American Beauty (1999) són els directors guardonats amb el premi a millor direcció per la seva òpera prima.
El premi a millor direcció va molt relacionat amb el de millor pel·lícula, així dels 88 films guardonat a millor pel·lícula 63 han aconseguit el premi a millor direcció. Només quatre pel·lícules han aconseguit el premi a millor pel·lícula sense tenir nominat el seu director: Wings (William A. Wellman, 1928), Grand Hotel (Edmund Goulding, 1932), Tot passejant Miss Daisy (Bruce Bersford, 1988) i Argo (Ben Affleck, 2012). A la vegada que únicament dos directors han aconseguit el premi sense tenir la seva pel·lícula nominada: Lewis Milestone per Two Arabian Knights (1928) i Frank Lloyd per The Divine Lady (1929).

## Guanyadors i nominats

### Dècada del 1920
El primer any, el premi va ser separat entre Direcció Dramàtica i Direcció Còmica.
| Guanyador | Nominats                                |                                                                 |
| 1929      | 1929                                    | 1929                                                            |
| --------- | --------------------------------------- | --------------------------------------------------------------- |
| Drama     |                                         |                                                                 |
|           | Frank Borzage per 7th Heaven            | - Herbert Brenon per Sorrell and Son - King Vidor per The Crowd |
| Comèdia   |                                         |                                                                 |
|           | Lewis Milestone per Two Arabian Knights | - Charles Chaplin per The Circus - Ted Wilde per Speedy         |

### Dècada del 1930
| Guanyador | Nominats                                           | |
| 1930      | 1930                                               | 1930 |
| --------- | -------------------------------------------------- | --- |
|           | Frank Lloyd per The Divine Lady                    | - Lionel Barrymore per Madame X - Harry Beaumont per The Broadway Melody - Irving Cummings per In Old Arizona - Frank Lloyd per Weary River i Drag - Ernst Lubitsch per The Patriot |
| 1931      |                                                    | |
|           | Lewis Milestone per All Quiet on the Western Front | - Clarence Brown per Anna Christie i Romance - Robert Z. Leonard per The Divorcee - Ernst Lubitsch per The Love Parade - King Vidor per Hallelujah                                  |
| 1932      |                                                    | |
|           | Norman Taurog per Skippy                           | - Clarence Brown per A Free Soul - Lewis Milestone per Primera plana - Wesley Ruggles per Cimarron - Josef von Sternberg per Morocco                                                |
| 1933      |                                                    | |
|           | Frank Borzage per Bad Girl                         | - King Vidor per\| El campió - Josef von Sternberg per Shanghai Express |
| 1934      |                                                    | |
|           | Frank Lloyd per Cavalcade                          | - Frank Capra per Lady for a Day - George Cukor per Little Women |
| 1935      |                                                    | |
|           | Frank Capra per Va succeir una nit                 | - Victor Schertzinger per One Night of Love - W.S. Van Dyke per El sopar dels acusats                                                                                               |
| 1936      |                                                    | |
|           | John Ford per El delator                           | - Henry Hathaway per The Lives of a Bengal Lancer - Frank Lloyd per Rebel·lió a bord                                                                                                |
| 1937      |                                                    | |
|           | Frank Capra per Mr. Deeds Goes to Town             | - Gregory La Cava per My Man Godfrey - Robert Z. Leonard per\| The Great Ziegfeld - W.S. Van Dyke per San Francisco - William Wyler per Dodsworth                                   |
| 1938      |                                                    | |
|           | Leo McCarey per La terrible veritat                | - William Dieterle per The Life of Emile Zola - Sidney Franklin per The Good Earth - Gregory La Cava per Dames de teatre - William A. Wellman per A Star Is Born                    |
| 1939      |                                                    | |
|           | Frank Capra per No us l'endureu pas                | - Michael Curtiz per Angels with Dirty Faces - Michael Curtiz per Four Daughters - Norman Taurog per Boys Town - King Vidor per The Citadel                                         |

### Dècada del 1940
| Guanyador | Nominats                                             | |
| 1940      | 1940                                                 | 1940 |
| --------- | ---------------------------------------------------- | --- |
|           | Victor Fleming per Allò que el vent s'endugué        | - Frank Capra per Mr. Smith Goes to Washington - John Ford per Stagecoach - Sam Wood per Goodbye, Mr. Chips - William Wyler per Cims borrascosos             |
| 1941      |                                                      | |
|           | John Ford per El raïm de la ira                      | - George Cukor per The Philadelphia Story - Alfred Hitchcock per Rebecca - Sam Wood per Miratge d'amor - William Wyler per La carta                          |
| 1942      |                                                      | |
|           | John Ford per Que verda era la meva vall             | - Alexander Hall per Here Comes Mr. Jordan - Howard Hawks per El sergent York - Orson Welles per Ciutadà Kane - William Wyler per La lloba                   |
| 1943      |                                                      | |
|           | William Wyler per Mrs. Miniver                       | - Michael Curtiz per Yankee Doodle Dandy - John Farrow per Wake Island - Mervyn LeRoy per Random Harvest - Sam Wood per Kings Row                            |
| 1944      |                                                      | |
|           | Michael Curtiz per Casablanca                        | - Clarence Brown per The Human Comedy - Henry King per The Song of Bernadette - Ernst Lubitsch per Heaven Can Wait - George Stevens per The More the Merrier |
| 1945      |                                                      | |
|           | Leo McCarey per Going My Way                         | - Alfred Hitchcock per El bot salvavides - Henry King per Wilson - Otto Preminger per Laura - Billy Wilder per Double Indemnity                              |
| 1946      |                                                      | |
|           | Billy Wilder per Dies perduts                        | - Clarence Brown per El foc de la joventut - Alfred Hitchcock per Spellbound - Leo McCarey per The Bells of St. Mary's - Jean Renoir per The Southerner      |
| 1947      |                                                      | |
|           | William Wyler per Els millors anys de la nostra vida | - Clarence Brown per El despertar - Frank Capra per Que bonic que és viure - David Lean per Breu encontre - Robert Siodmak per The Killers                   |
| 1948      |                                                      | |
|           | Elia Kazan per Gentleman's Agreement                 | - George Cukor per A Double Life - Edward Dmytryk per Foc creuat - Henry Koster per The Bishop's Wife - David Lean per Great Expectations                    |
| 1949      |                                                      | |
|           | John Huston per El tresor de Sierra Madre            | - Anatole Litvak per The Snake Pit - Jean Negulesco per Johnny Belinda - Laurence Olivier per Hamlet - Fred Zinnemann per The Search                         |

### Dècada del 1950
| Guanyador | Nominats                                         | |
| 1950      | 1950                                             | 1950 |
| --------- | ------------------------------------------------ | --- |
|           | Joseph L. Mankiewicz per A Letter to Three Wives | - Carol Reed per L'ídol caigut - Robert Rossen per All the King's Men - William A. Wellman per Battleground - William Wyler per The Heiress                        |
| 1951      |                                                  | |
|           | Joseph L. Mankiewicz per Tot sobre Eva           | - George Cukor per Nascuda ahir - John Huston per La jungla d'asfalt - Carol Reed per El tercer home - Billy Wilder per Sunset Boulevard                           |
| 1952      |                                                  | |
|           | George Stevens per A Place in the Sun            | - John Huston per La reina d'Àfrica - Elia Kazan per A Streetcar Named Desire - Vincente Minnelli per Un americà a París - William Wyler per Detective Story       |
| 1953      |                                                  | |
|           | John Ford per The Quiet Man                      | - Cecil B. DeMille per L'espectacle més gran del món - John Huston per Moulin Rouge - Joseph L. Mankiewicz per 5 Fingers - Fred Zinnemann per Sol davant el perill |
| 1954      |                                                  | |
|           | Fred Zinnemann per D'aquí a l'eternitat          | - George Stevens per Arrels profundes - Charles Walters per Lilí - Billy Wilder per Stalag 17 - William Wyler per Vacances a Roma                                  |
| 1955      |                                                  | |
|           | Elia Kazan per La llei del silenci               | - Alfred Hitchcock per La finestra indiscreta - George Seaton per The Country Girl - William A. Wellman per The High and the Mighty - Billy Wilder per Sabrina     |
| 1956      |                                                  | |
|           | Delbert Mann per Marty                           | - Elia Kazan per A l'est de l'edèn - David Lean per Summertime - Joshua Logan per Picnic - John Sturges per Conspiració de silenci                                 |
| 1957      |                                                  | |
|           | George Stevens per Gegant                        | - Michael Anderson per La volta al món en 80 dies - Walter Lang per The King and I - King Vidor per Guerra i pau - William Wyler per La gran prova                 |
| 1958      |                                                  | |
|           | David Lean per El pont del riu Kwai              | - Joshua Logan per Sayonara - Sidney Lumet per Dotze homes sense pietat - Mark Robson per Peyton Place - Billy Wilder per Testimoni de càrrec                      |
| 1959      |                                                  | |
|           | Vincente Minnelli per Gigí                       | - Richard Brooks per La gata sobre la teulada de zinc - Stanley Kramer per Fugitius - Mark Robson per The Inn of the Sixth Happiness - Robert Wise per Vull viure  |

### Dècada del 1960
| Guanyador | Nominats                                         | |
| 1960      | 1960                                             | 1960 |
| --------- | ------------------------------------------------ | --- |
|           | William Wyler per Ben Hur                        | - Jack Clayton per Un lloc a dalt de tot - George Stevens per The Diary of Anne Frank - Billy Wilder per Ningú no és perfecte - Fred Zinnemann per Història d'una monja          |
| 1961      |                                                  | |
|           | Billy Wilder per L'apartament                    | - Jack Cardiff per Sons and Lovers - Jules Dassin per Poté tin kyriaki - Alfred Hitchcock per Psicosi                                                                            |
| 1962      |                                                  | |
|           | Robert Wise i Jerome Robbins per West Side Story | - Federico Fellini per La dolce vita - Stanley Kramer per Els judicis de Nuremberg - Robert Rossen per El vividor - J. Lee Thompson per Els canons de Navarone                   |
| 1963      |                                                  | |
|           | David Lean per Lawrence d'Aràbia                 | - Pietro Germi per Divorci a la italiana - Robert Mulligan per To Kill a Mockingbird - Arthur Penn per The Miracle Worker - Frank Perry per David and Lisa                       |
| 1964      |                                                  | |
|           | Tony Richardson per Tom Jones                    | - Federico Fellini per 8½ - Elia Kazan per America, America - Otto Preminger per El cardenal - Martin Ritt per Hud                                                               |
| 1965      |                                                  | |
|           | George Cukor per My Fair Lady                    | - Michael Cacoyannis per Zorba the Greek - Peter Glenville per Becket - Stanley Kubrick per Dr. Strangelove - Robert Stevenson per Mary Poppins                                  |
| 1966      |                                                  | |
|           | Robert Wise per Somriures i llàgrimes            | - David Lean per Doctor Givago - John Schlesinger per Darling - Hiroshi Teshigahara per Suna no onna - William Wyler per El col·leccionista                                      |
| 1967      |                                                  | |
|           | Fred Zinnemann per Un home per a l'eternitat     | - Michelangelo Antonioni per Blow Up - Richard Brooks per Els professionals - Claude Lelouch per Un homme et une femme - Mike Nichols per Qui té por de Virginia Woolf?          |
| 1968      |                                                  | |
|           | Mike Nichols per El graduat                      | - Richard Brooks per A sang freda - Norman Jewison per En la calor de la nit - Stanley Kramer per Endevina qui ve a sopar - Arthur Penn per Bonnie i Clyde                       |
| 1969      |                                                  | |
|           | Carol Reed per Oliver!                           | - Anthony Harvey per The Lion in Winter - Stanley Kubrick per 2001: una odissea de l'espai - Gillo Pontecorvo per La Battaglia di Algeri - Franco Zeffirelli per Romeu i Julieta |

### Dècada del 1970
| Guanyador | Nominats                                              | |
| 1970      | 1970                                                  | 1970 |
| --------- | ----------------------------------------------------- | --- |
|           | John Schlesinger per Cowboy de mitjanit               | - Costa-Gavras per Z - George Roy Hill per Butch Cassidy and the Sundance Kid - Arthur Penn per Alice's Restaurant - Sydney Pollack per They Shoot Horses, Don't They?               |
| 1971      |                                                       | |
|           | Franklin J. Schaffner per Patton                      | - Robert Altman per M*A*S*H - Federico Fellini per Satiricó - Arthur Hiller per Love Story - Ken Russell per Women in Love                                                           |
| 1972      |                                                       | |
|           | William Friedkin per French Connection                | - Peter Bogdanovich per L'última projecció - Norman Jewison per El violinista a la teulada - Stanley Kubrick per A Clockwork Orange - John Schlesinger per Diumenge, maleït diumenge |
| 1973      |                                                       | |
|           | Bob Fosse per Cabaret                                 | - John Boorman per Deliverance - Francis Ford Coppola per El Padrí - Joseph L. Mankiewicz per L'empremta - Jan Troell per Utvandrarna                                                |
| 1974      |                                                       | |
|           | George Roy Hill per El cop                            | - Ingmar Bergman per Crits i murmuris - Bernardo Bertolucci per L'últim tango a París - William Friedkin per L'exorcista - George Lucas per American Graffiti                        |
| 1975      |                                                       | |
|           | Francis Ford Coppola per El Padrí II                  | - John Cassavetes per Una dona ofuscada - Bob Fosse per Lenny - Roman Polanski per Chinatown - François Truffaut per La nit americana                                                |
| 1976      |                                                       | |
|           | Miloš Forman per Algú va volar sobre el niu del cucut | - Robert Altman per Nashville - Federico Fellini per Amarcord - Stanley Kubrick per Barry Lyndon - Sidney Lumet per Tarda negra                                                      |
| 1977      |                                                       | |
|           | John G. Avildsen per Rocky                            | - Ingmar Bergman per Cara a cara - Sidney Lumet per Network - Alan J. Pakula per Tots els homes del president - Lina Wertmüller per Pasqualino Settebellezze                         |
| 1978      |                                                       | |
|           | Woody Allen per Annie Hall                            | - George Lucas per La guerra de les galàxies - Herbert Ross per The Turning Point - Steven Spielberg per Encontres a la tercera fase - Fred Zinnemann per Julia                      |
| 1979      |                                                       | |
|           | Michael Cimino per El caçador                         | - Woody Allen per Interiors - Hal Ashby per Coming Home - Warren Beatty i Buck Henry per El cel pot esperar - Alan Parker per L'Exprés de Mitjanit                                   |

### Dècada del 1980
| Guanyador | Nominats                                   | |
| 1980      | 1980                                       | 1980 |
| --------- | ------------------------------------------ | --- |
|           | Robert Benton per Kramer contra Kramer     | - Francis Ford Coppola per Apocalypse Now - Bob Fosse per Comença l'espectacle - Édouard Molinaro per Casa de boges - Peter Yates per Primera volada                |
| 1981      |                                            | |
|           | Robert Redford per Gent corrent            | - David Lynch per L'home elefant - Roman Polanski per Tess - Richard Rush per The Stunt Man - Martin Scorsese per Toro salvatge                                     |
| 1982      |                                            | |
|           | Warren Beatty per Rojos                    | - Hugh Hudson per Carros de foc - Louis Malle per Atlantic City - Mark Rydell per On Golden Pond - Steven Spielberg per A la recerca de l'arca perduda              |
| 1983      |                                            | |
|           | Richard Attenborough per\| Gandhi          | - Sidney Lumet per Veredicte final - Wolfgang Petersen per El submarí - Sydney Pollack per Tootsie - Steven Spielberg per ET, l'extraterrestre                      |
| 1984      |                                            | |
|           | James L. Brooksper La força de la tendresa | - Bruce Beresford per Tender Mercies - Ingmar Bergman per Fanny i Alexander - Mike Nichols per Silkwood - Peter Yates per The Dresser                               |
| 1985      |                                            | |
|           | Miloš Forman per Amadeus                   | - Woody Allen per Broadway Danny Rose - Robert Benton per En un racó del cor - Roland Joffé per Els crits del silenci - David Lean per Passatge a l'Índia           |
| 1986      |                                            | |
|           | Sydney Pollack per Out of Africa           | - Héctor Babenco per O Beijo da Mulher Aranha - John Huston per L'honor dels Prizzi - Akira Kurosawa per Ran - Peter Weir per L'únic testimoni                      |
| 1987      |                                            | |
|           | Oliver Stone per Platoon                   | - Woody Allen per Hannah i les seves germanes - James Ivory per Una habitació amb vista - Roland Joffé per La missió - David Lynch per Vellut blau                  |
| 1988      |                                            | |
|           | Bernardo Bertolucci per L'últim emperador  | - John Boorman per Esperança i glòria - Lasse Hallström per La meva vida de gos - Norman Jewison per Encís de lluna - Adrian Lyne per Atracció fatal                |
| 1989      |                                            | |
|           | Barry Levinson per Rain Man                | - Charles Crichton per Un peix anomenat Wanda - Mike Nichols per Working Girl - Alan Parker per Crema Mississippi - Martin Scorsese per L'última temptació de Crist |

### Dècada del 1990
| Guanyador | Nominats                                    | |
| 1990      | 1990                                        | 1990 |
| --------- | ------------------------------------------- | --- |
|           | Oliver Stone per Born on the Fourth of July | - Woody Allen per Delictes i faltes - Kenneth Branagh per Henry V - Jim Sheridan per My Left Foot - Peter Weir per El club dels poetes morts                  |
| 1991      |                                             | |
|           | Kevin Costner per Ballant amb llops         | - Francis Ford Coppola per El padrí III - Stephen Frears per Els estafadors - Barbet Schroeder per El misteri Von Bulow - Martin Scorsese per Un dels nostres |
| 1992      |                                             | |
|           | Jonathan Demme per El silenci dels anyells  | - Barry Levinson per Bugsy - Ridley Scott per Thelma i Louise - John Singleton per Els nois del barri - Oliver Stone per JFK                                  |
| 1993      |                                             | |
|           | Clint Eastwood per Sense perdó              | - Robert Altman per El joc de Hollywood - Martin Brest per Scent of a Woman - James Ivory per Retorn a Howards End - Neil Jordan per Joc de llàgrimes         |
| 1994      |                                             | |
|           | Steven Spielberg per La llista de Schindler | - Robert Altman per Vides encreuades - Jane Campion per El piano - James Ivory per El que queda del dia - Jim Sheridan per In the Name of the Father          |
| 1995      |                                             | |
|           | Robert Zemeckis per Forrest Gump            | - Woody Allen per Bales sobre Broadway - Krzysztof Kieślowski per Tres colors: Vermell - Robert Redford per Quiz Show - Quentin Tarantino per Pulp Fiction    |
| 1996      |                                             | |
|           | Mel Gibson per Braveheart                   | - Mike Figgis per Leaving Las Vegas - Chris Noonan per Babe - Michael Radford per Il postino - Tim Robbins per Pena de mort                                   |
| 1997      |                                             | |
|           | Anthony Minghella per El pacient anglès     | - Joel Coen per Fargo - Miloš Forman per L'escàndol de Larry Flynt - Scott Hicks per Shine - Mike Leigh per Secrets and Lies                                  |
| 1998      |                                             | |
|           | James Cameron per Titanic                   | - Peter Cattaneo per The Full Monty - Atom Egoyan per The Sweet Hereafter - Curtis Hanson per L.A. Confidential - Gus Van Sant per Good Will Hunting          |
| 1999      |                                             | |
|           | Steven Spielberg per Saving Private Ryan    | - Roberto Benigni per La vida és bella - John Madden per Shakespeare in Love - Terrence Malick per The Thin Red Line - Peter Weir per The Truman Show         |

### Dècada del 2000
| Guanyador | Nominats                                                   | |
| 2000      | 2000                                                       | 2000 |
| --------- | ---------------------------------------------------------- | --- |
|           | Sam Mendes per American Beauty                             | - Lasse Hallström per The Cider House Rules - Spike Jonze per Being John Malkovich - Michael Mann per El dilema - M. Night Shyamalan per The Sixth Sense                           |
| 2001      |                                                            | |
|           | Steven Soderbergh per Traffic                              | - Stephen Daldry per Billy Elliot - Ang Lee per Tigre i drac - Ridley Scott per Gladiator - Steven Soderbergh per Erin Brockovich                                                  |
| 2002      |                                                            | |
|           | Ron Howard per Una ment meravellosa                        | - Robert Altman per Gosford Park - Peter Jackson per El Senyor dels Anells: La Germandat de l'Anell - David Lynch per Mulholland Drive - Ridley Scott per Black Hawk abatut        |
| 2003      |                                                            | |
|           | Roman Polanski per El pianista                             | - Pedro Almodóvar per Hable con ella - Stephen Daldry per The Hours - Rob Marshall per Chicago - Martin Scorsese per Gangs of New York                                             |
| 2004      |                                                            | |
|           | Peter Jackson per El Senyor dels Anells: El retorn del rei | - Sofia Coppola per Lost in Translation - Clint Eastwood per Mystic River - Fernando Meirelles per Cidade de Deus - Peter Weir per Master and Commander: The Far Side of the World |
| 2005      |                                                            | |
|           | Clint Eastwood per Million Dollar Baby                     | - Taylor Hackford per Ray - Mike Leigh per Vera Drake - Alexander Payne per Entre copes - Martin Scorsese per L'aviador                                                            |
| 2006      |                                                            | |
|           | Ang Lee per Brokeback Mountain                             | - George Clooney per Bona nit i bona sort - Paul Haggis per Crash - Bennett Miller per Capote - Steven Spielberg per Munich                                                        |
| 2007      |                                                            | |
|           | Martin Scorsese per Infiltrats                             | - Clint Eastwood per Cartes des d'Iwo Jima - Stephen Frears per La reina - Alejandro González Iñárritu per Babel - Paul Greengrass per United 93                                   |
| 2008      |                                                            | |
|           | Ethan Coen i Joel Coen per No Country for Old Men          | - Paul Thomas Anderson per There Will Be Blood - Tony Gilroy per Michael Clayton - Jason Reitman per Juno - Julian Schnabel per Le Scaphandre et le Papillon                       |
| 2009      |                                                            | |
|           | Danny Boyle per Slumdog Millionaire                        | - Stephen Daldry per El lector - David Fincher per El curiós cas de Benjamin Button - Ron Howard per Frost/Nixon - Gus Van Sant per Em dic Harvey Milk                             |

### Dècada del 2010
| Guanyador | Nominats                                     | |
| 2010      | 2010                                         | 2010 |
| --------- | -------------------------------------------- | --- |
|           | Kathryn Bigelow per En terra hostil          | - James Cameron per Avatar - Lee Daniels per Precious - Jason Reitman per Up in the Air - Quentin Tarantino per Maleïts malparits                            |
| 2011      |                                              | |
|           | Tom Hooper per El discurs del rei            | - Darren Aronofsky per Black Swan - David O. Russell per The Fighter - David Fincher per La xarxa social - Joel Coen i Ethan Coen per True Grit              |
| 2012      |                                              | |
|           | Michel Hazanavicius per The Artist           | - Woody Allen per Midnight in Paris - Terrence Malick per L'arbre de la vida - Alexander Payne per The Descendants - Martin Scorsese per Hugo                |
| 2013      |                                              | |
|           | Ang Lee per Life of Pi                       | - Michael Haneke perAmour - David O. Russell per Silver Linings Playbook - Steven Spielberg per Lincoln - Benh Zeitlin per Beasts of the Southern Wild       |
| 2014      |                                              | |
|           | Alfonso Cuarón per Gravity                   | - Alexander Payne per Nebraska - Steve McQueen per 12 anys d'esclavitud - David O. Russell per American Hustle - Martin Scorsese per The Wolf of Wall Street |
| 2015      |                                              | |
|           | Alejandro González Iñárritu per Birdman      | - Richard Linklater per Boyhood - Bennett Miller per Foxcatcher - Wes Anderson per The Grand Budapest Hotel - Morten Tyldum per The Imitation Game           |
| 2016      |                                              | |
|           | Alejandro González Iñárritu per The Revenant | - Lenny Abrahamson per Room - Tom McCarthy per Spotlight - Adam McKay per The Big Short - George Miller per Mad Max: Fury Road                               |
| 2017      |                                              | |
|           | Damien Chazelle per La La Land               | - Mel Gibson per Hacksaw Ridge - Barry Jenkins per Moonlight - Kenneth Lonergan per Manchester by the Sea - Denis Villeneuve per Arrival                     |
| 2018      |                                              | |
|           | Guillermo del Toro per The Shape of Water    | - Paul Thomas Anderson per Phantom Thread - Greta Gerwig per Lady Bird - Christopher Nolan per Dunkirk - Jordan Peele per Get Out                            |
| 2019      |                                              | |
|           | Alfonso Cuarón per Roma                      | - Yorgos Lanthimos per The Favourite - Spike Lee per BlacKkKlansman - Adam McKay per El vici del poder - Paweł Pawlikowski per Cold War                      |

### Dècada del 2020
| Guanyador | Nominats                                                       | |
| 2020      | 2020                                                           | 2020 |
| --------- | -------------------------------------------------------------- | --- |
|           | Bong Joon-ho per Paràsits                                      | - Sam Mendes per 1917 - Todd Phillips per Joker - Martin Scorsese per The Irishman - Quentin Tarantino per Once Upon a Time in Hollywood                               |
| 2021      |                                                                | |
|           | Chloé Zhao per Nomadland                                       | - Lee Isaac Chung per Minari: Història de la meva família - Emerald Fennell per Promising Young Woman - David Fincher per Mank - Thomas Vinterberg per Druk            |
| 2022      |                                                                | |
|           | Jane Campion per The Power of the Dog                          | - Paul Thomas Anderson per Licorice Pizza - Kenneth Branagh per Belfast - Ryusuke Hamaguchi per Drive my car - Steven Spielberg per West Side Story                    |
| 2023      |                                                                | |
|           | Daniel Scheinert i Daniel Kwan per Tot a la vegada a tot arreu | - Todd Field per Tár - Martin McDonagh per The Banshees of Inisherin - Ruben Östlund per Triangle of Sadness - Steven Spielberg per The Fabelmans                      |
| 2024      |                                                                | |
|           | Christopher Nolan per Oppenheimer                              | - Jonathan Glazer per La zona d'interès - Yorgos Lanthimos per Poor Things - Martin Scorsese per Killers of the Flower Moon - Justine Triet per Anatomia d'una caiguda |

## Dades destacades
| Superlatiu            | Director        | Pel·lícula          | Any  | Edat |
| --------------------- | --------------- | ------------------- | ---- | ---- |
| Guanyador de més edat | Clint Eastwood  | Million Dollar Baby | 2004 | 74   |
| Nominat de més edat   | John Huston     | L'honor dels Prizzi | 1985 | 79   |
| Guanyador més jove    | Damien Chazelle | La La Land          | 2016 | 32   |
| Nominat més jove      | John Singleton  | Els nois del barri  | 1991 | 24   |

### Els més guardonats
| Núm. | Director/s |
| ---- | --- |
| 4    | John Ford |
| 3    | Frank Capra, William Wyler |
| 2    | Frank Borzage, Alfonso Cuarón, Clint Eastwood, Miloš Forman, Alejandro González Iñárritu, Elia Kazan, David Lean, Ang Lee, Frank Lloyd, Joseph L. Mankiewicz, Leo McCarey, Lewis Milestone, Steven Spielberg, George Stevens, Oliver Stone, Billy Wilder, Robert Wise, Fred Zinnemann |

### Els més nominats
| Núm. | Director/s |
| ---- | --- |
| 12   | William Wyler |
| 9    | Martin Scorsese |
| 8    | Steven Spielberg, Billy Wilder |
| 7    | Woody Allen, David Lean, Fred Zinnemann |
| 6    | Frank Capra |
| 5    | Robert Altman, Clarence Brown, George Cukor, Michael Curtiz, John Ford, Alfred Hitchcock, John Huston, Elia Kazan, Frank Lloyd, George Stevens, King Vidor |
| 4    | Francis Ford Coppola, Clint Eastwood, Federico Fellini, Stanley Kubrick, Sidney Lumet, Joseph L. Mankiewicz, Mike Nichols, Peter Weir |
| 3    | Ingmar Bergman, Richard Brooks, Joel Coen, Stephen Daldry, Miloš Forman, Bob Fosse, Alejandro González Iñárritu, James Ivory, Norman Jewison, Stanley Kramer, Ang Lee, Ernst Lubitsch, David Lynch, Leo McCarey, Lewis Milestone, Alexander Payne, Arthur Penn, Roman Polanski, Sydney Pollack, Carol Reed, David O. Russell, John Schlesinger, Ridley Scott, William A. Wellman, Robert Wise, Sam Wood |
| 2    | Warren Beatty, Robert Benton, Bernardo Bertolucci, John Boorman, Frank Borzage, James Cameron, Gregory La Cava, Ethan Coen, Alfonso Cuarón, W.S. Van Dyke, David Fincher, Stephen Frears, William Friedkin, Mel Gibson, Lasse Hallström, George Roy Hill, Ron Howard, Peter Jackson, Roland Joffé, Henry King, Mike Leigh, Robert Z. Leonard, Barry Levinson, Joshua Logan, George Lucas, Adam McKay, Terrence Malick, Bennett Miller, Vincente Minnelli, Alan Parker, Otto Preminger, Robert Redford, Jason Reitman, Mark Robson, Robert Rossen, Gus Van Sant, Jim Sheridan, Steven Soderbergh, Josef von Sternberg, Oliver Stone, Quentin Tarantino, Norman Taurog, Peter Yates |